# Gavino Contini
Gavino Luciano Contini (Siligo, Regne de Sardenya 1855 - Siligo, Itàlia, 1915) fou un poeta en llengua sarda.
És considerat un dels màxims poetes improvisadors en llengua sarda. Va debutar durant la primera "Gara" (competició), es va celebrar a Sardenya i que va tenir lloc el 20 i 21 de setembre 1896 a Ozieri. La seva producció va ser gairebé exclusivament oral, i molts dels seus octaves s'han transmès a la memòria i alguns han estat recollides i publicades.
Però, romanen algunes cartes i un breu diàleg, que consta de 22 octaves (en ottava rima): i, com s'especifica en el títol, es tracta d'un diàleg entre el poeta, déu i la mort, que ve a dir-li que l'hora ha arribat.

## Dades biogràfiques
Va néixer a Siligo, un país de Logudor, en una modesta casa situada en la part més antiga i la més alta del poble, anomenat "el Runaghe" (el Nurag). El 1875 va ser reclutat pel cos dels guàrdies de la presó. En un concurs de poesia per l'aniversari de Víctor Manuel II d'Itàlia obtingut, en reconeixement del seu art, una pensió vitalícia. Forçat per la malaltia, va tornar a Sardenya en 1890 i des de llavors ha dedicat completament a la poesia.
| «                                               | Qui fa el poeta de professió com diu proverbi, que morirà com captaire; però, fins i tot si el veig per mi mateix, ho faig només per un caprici. | » |
| — d'una carta al seu col·lega Sebastian Moretti | |   |

## Trobi més sobre Gavino Contini
Wikisource